# Naturschutzgebiet Waldreservat Obereimer

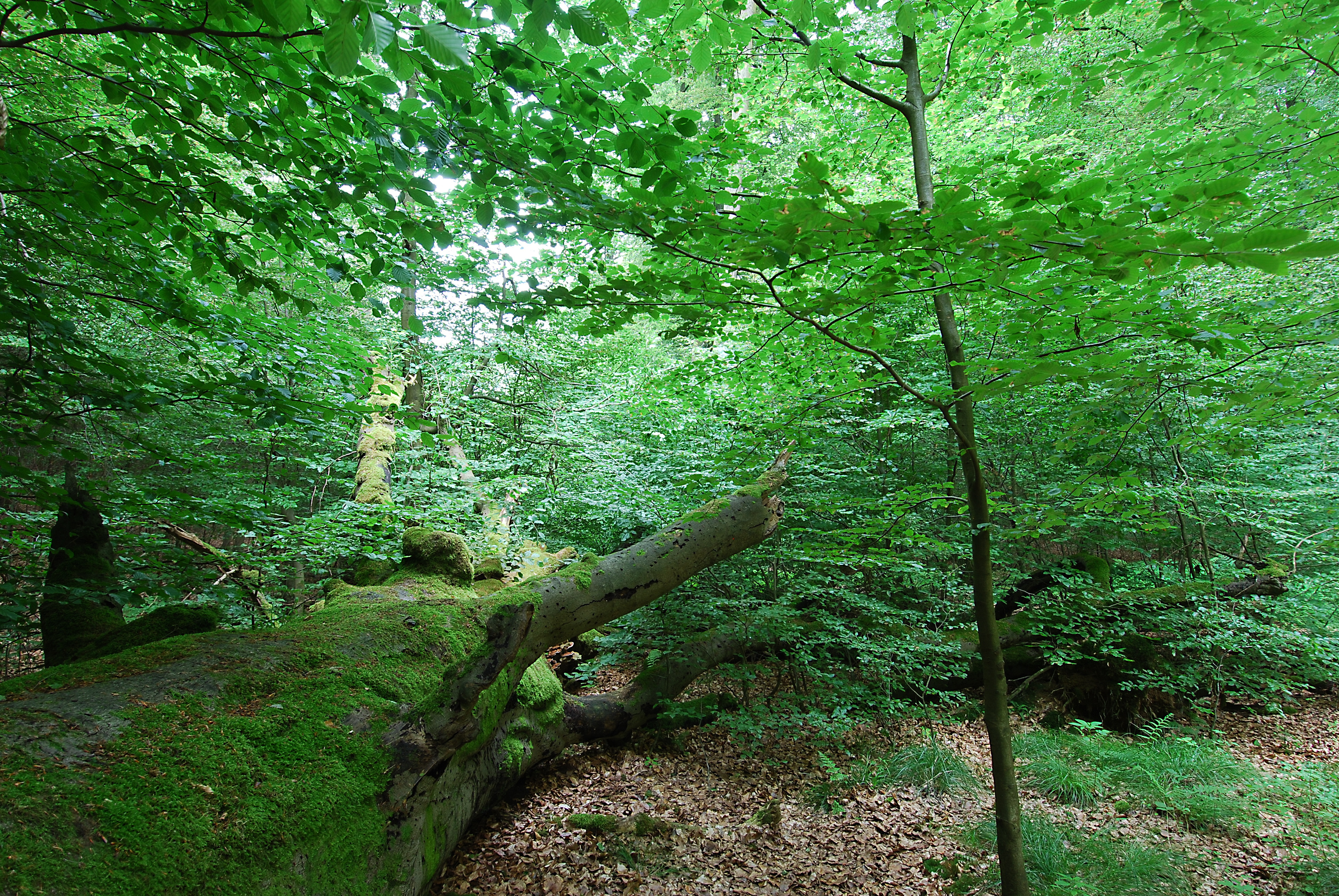
Umgestürzte Buche im NSG

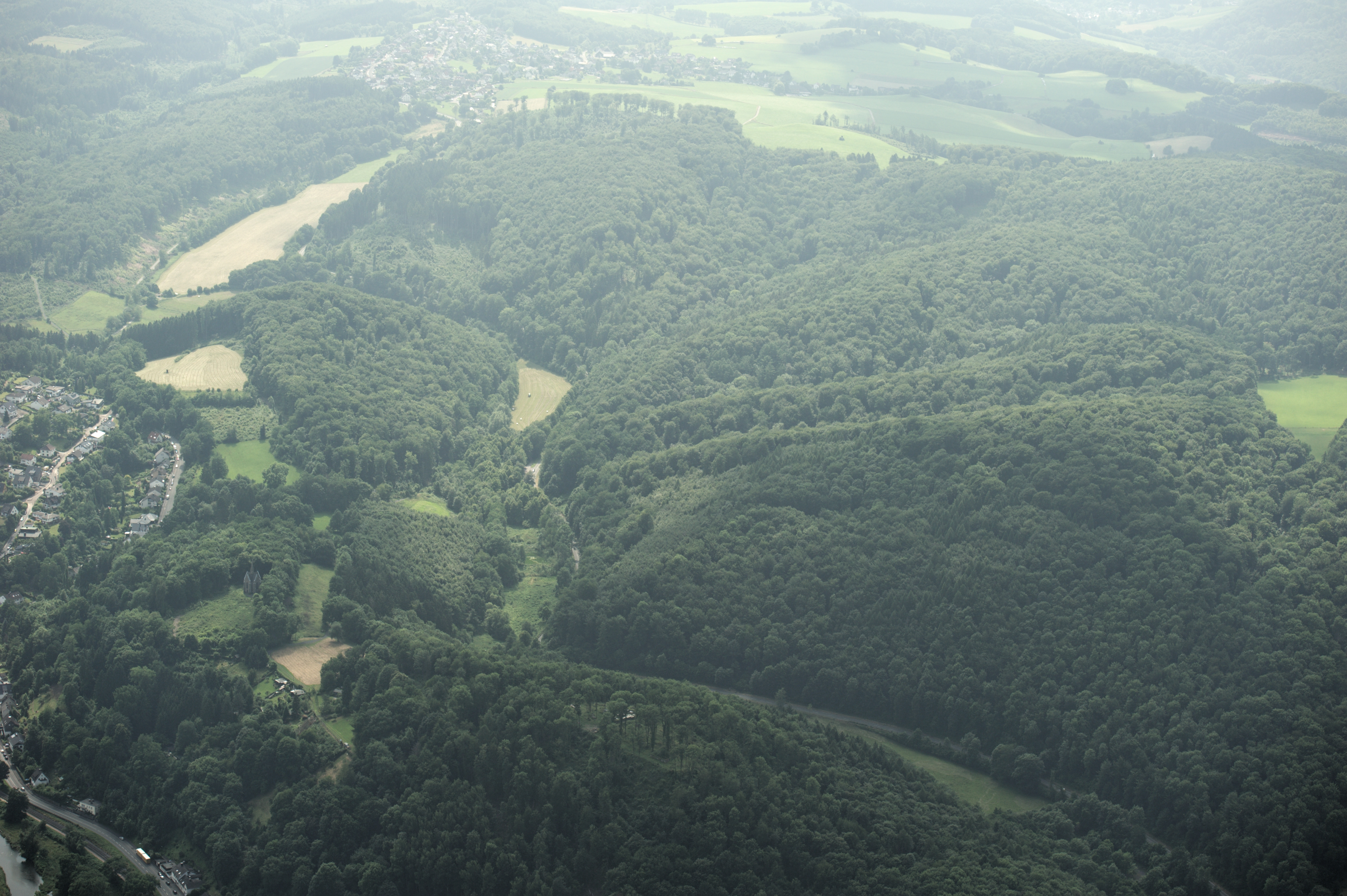
Südliche Teil des Waldreservat Obereimer und Umgebung

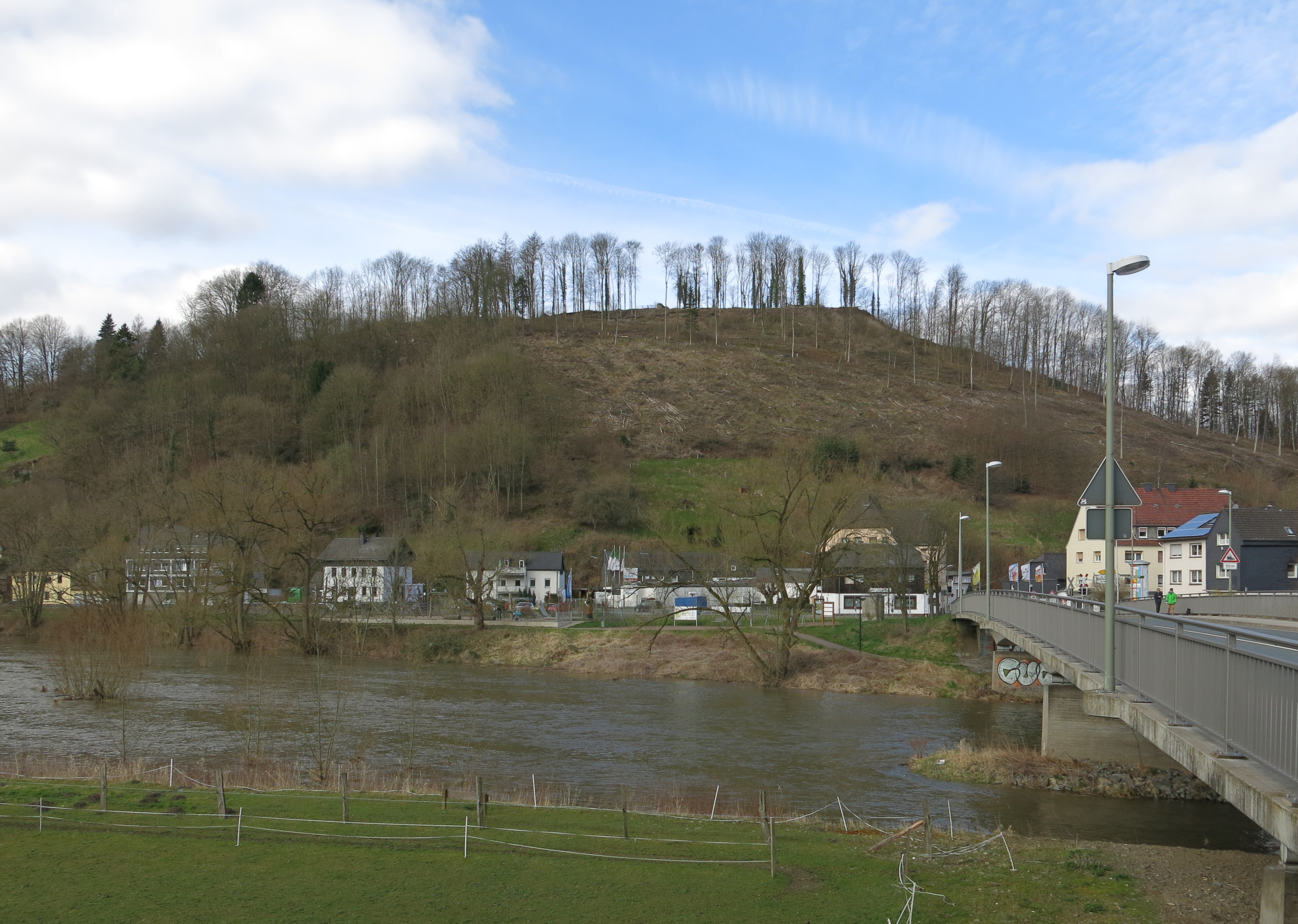
Im Hintergrund Südteil des NSG

Das Naturschutzgebiet Waldreservat Obereimer liegt westlich von Arnsberg-Obereimer im Hochsauerlandkreis. Es hat eine Größe von 504,2 ha. Es wurde 1998 mit dem Landschaftsplan Arnsberg durch den Kreistag des Hochsauerlandkreises als Naturschutzgebiet (NSG) mit einer Flächengröße 547,9 ha ausgewiesen. Bei der Neuaufstellung des Landschaftsplanes Arnsberg durch den Kreistag 2021 wurde das NSG erneut ausgewiesen und verkleinert. Das NSG besteht aus einer nördlichen großen Fläche und einer kleineren südlichen Fläche. Die südliche Fläche wird durch das Naturschutzgebiet Seufzertal vom nördlichen Teil getrennt. Nördlich schließt sich direkt das Naturschutzgebiet Wicheler Heide an. Der nördliche NSG-Teil wird nur durch eine Landstraße durchschnitten, welche von Müschede ins Seufzertal führt. Die südliche Fläche ist unzerschnitten, wird aber im NSG Seufzertal mit der Landstraße nach Wennigloh von der Nordfläche getrennt.
Das gesamte NSG gehört zum FFH-Gebiet Waldreservat Obereimer. Drei Teile des NSG sind als Wildnisgebiete ausgewiesen. Dabei handelt es sich um das Wildnisgebiet Waldreservat Obereimer Forstbezirk Obereimer 1 Wicheler Holz (Nummer: WG-HSK-0004-01), Wildnisgebiet Waldreservat Obereimer Forstbezirk Obereimer 2 Herbremen-West (Nummer: WG-HSK-0004-02), Wildnisgebiet Waldreservat Obereimer Forstbezirk Obereimer 3 Herbremen-Ost (Nummer: WG-HSK-0004-03) und Wildnisgebiet Waldreservat Obereimer Forstbezirk Obereimer 4 Markusberg (Nummer: WG-HSK-0004-04). Im Wildnisgebiet wird auf eine forstliche Nutzung verzichtet. Daneben gibt es noch die ausgewiesene Naturwaldzelle Herbremen (Nummer: NWZ-017), in der ebenfalls keine forstliche Nutzung mehr erfolgt.

## Beschreibung
Mitten im NSG befinden sich die nicht zum NSG gehörenden Bereiche um den ehemaligen Bauernhof Capune und Teile des Lehr- und Versuchsforstamt Obereimer, früher Forstamt Obereimer. Das Lehr- und Versuchsforstamt des Landesbetriebes Wald und Holz NRW betreibt dort ein Jugendwaldheim.
Das NSG besteht bis auf kleinflächiges Grünland nur aus Wald. Der Wald besteht hauptsächlich aus Rotbuchen. der Nordteil des Schutzgebietes liegt auf silikatgesteingeprägten geologischen Untergrund und der Südteil auf kalkgeprägtem Untergrund. Dies führte im Nordteil zur Ausbildung von artenärmeren Hainsimsen-Buchenwäldern und im Südteil zu artenreicheren Waldmeister-Buchenwäldern. Daneben gibt es Bereiche mit Eichen, Kiefern, Lärche und Fichte. Diese und einige andere Baumarten stehen häufig in Mischbeständen. Im Nordteil wird durch drei überwiegend naturnahe Siepentäler gegliedert. An den drei Siepen liegen gut ausgebildeten bachbegleitenden Erlen-Auenwäldern. Im Nordteils liegt eine Hochspannungsleitungstrasse die regelmäßigen auf den Stock gesetzt wird und deshalb ein kleinflächig wechselndes Mosaik von gebüschartigen Pioniergehölzen mit Heideelementen bietet. Nördlich der Stromtrasse stocken sehr alte eichenreiche
Hainsimsen-Buchenwälder mit einem hohen Alt- und Totholzanteil. Südlich davon sind insbesondere die nördlich des Jugendwaldheims stockenden Eichen-Hainbuchenwälder reich strukturiert mit dem naturgemäß höchsten Totholzreichtum innerhalb der dortigen Naturwaldzelle. Es gibt auch Bereiche mit fließenden Übergängen zwischen den beiden aufgeführten Buchen-Waldlebensraumtypen.
Das NSG hat eine landeskundliche Bedeutung wegen der kulturhistorischen Wanderroute Kurfürstlicher Thiergarten Arnsberg mit Relikten des ehemaligen adeligen Jagdgebiets, eines Rondells, bergbaulicher Relikte, Zweiter Weltkriegsspuren, Grenzwällen und Hohlwegen.
Für Grünlandflächen südöstlich Wohnplatz Herbremen führt der Landschaftsplan als zusätzliches Verbot auf, dass dort eine mehr als 2-malige jährliche Mahd sowie jegliche Nachsaat verboten ist, da es sich um vegetationskundlich wertvolles Grünland handelt. Als zusätzliches Gebot wurde festgelegt das Forstwirtschaft unter Berücksichtigung der kulturhistorischen Relikte und von anthropogen bedingten Reliefformen nur unter schonendem forstlichem Maschineneinsatz zulässig ist. Zusätzliche Entwicklungsmaßnahme ist, das nicht bodenständigen Baumarten, insbesondere von den Sonderstandorten wie Tälern und auf Moorböden aktiv entfernt werden sollen.

## Pflanzen- und Tierarten im NSG
Auswahl vom Landesamt für Natur, Umwelt und Verbraucherschutz Nordrhein-Westfalen dokumentierte Pflanzenarten, ohne Gehölze, im Gebiet: Ästiger Igelkolben, Bachbunge, Berg-Weidenröschen, Bitteres Schaumkraut, Breitblättriger Rohrkolben, Dreifurchige Wasserlinse, Echter Beinwell, Echter Wurmfarn, Echtes Johanniskraut, Echtes Lungenkraut, Echtes Mädesüß, Echtes Springkraut, Europäische Stechpalme, Frauenfarn, Fuchssches Greiskraut, Gänseblümchen, Gamander-Ehrenpreis, Gegenblättriges Milzkraut, Gelbe Schwertlilie, Gemeiner Hohlzahn, Gemeines Weißmoos, Gewöhnliche Goldnessel, Gewöhnlicher Dornfarn, Gewöhnliches Greiskraut, Gewöhnliches Ferkelkraut, Gewöhnliches Zwerg-Laichkraut, Goldenes Frauenhaarmoos, Gras-Laichkraut, Gras-Sternmiere, Große Sternmiere, Großer Dornfarn, Großes Hexenkraut, Grüne Nieswurz, Gundermann, Hain-Gilbweiderich, Hain-Greiskraut, Hain-Sternmiere, Jakobs-Greiskraut, Kleine Braunelle, Kleine Wasserlinse, Kleiner Baldrian, Kleiner Dornfarn, Kleines Immergrün, Knoblauchsrauke, Kriechender Günsel, Magerwiesen-Margerite, Maiglöckchen, Moor-Labkraut, Nesselblättrige Glockenblume, Oregano, Pfirsichblättrige Glockenblume, Roter Fingerhut, Ruprechtskraut, Salbei-Gamander, Sanikel, Scheinzypergras-Segge, Schwanenhals-Sternmoos, Schwimmendes Laichkraut, Schönes Frauenhaarmoos, Sumpf-Helmkraut, Sumpf-Labkraut, Sumpf-Pippau, Sumpf-Schachtelhalm, Sumpf-Wasserstern, Teichlinse, Ufer-Wolfstrapp, Vielblütige Weißwurz, Vogel-Wicke, Wald-Engelwurz, Waldgeißblatt, Wald-Veilchen, Wald-Wicke, Wald-Ziest, Waldmeister, Wasserdost, Welliges Sternmoos, Wellenblättriges Katharinenmoos, Wiesen-Bärenklau, Wiesen-Flockenblume, Wiesen-Labkraut, Wiesen-Platterbse, Wiesen-Wachtelweizen, Zaun-Wicke, Zottiges Weidenröschen und Zweiblättrige Schattenblume.
Das Landesamt dokumentierte die Tierarten Kolkrabe und Schwarzspecht im Schutzgebiet.

## Spezielle Schutzzwecke für das NSG
Wie bei allen Naturschutzgebieten in Deutschland wurde in der Schutzausweisung darauf hingewiesen, dass das Gebiet „wegen der Seltenheit, besonderen Eigenart und Schönheit des Gebietes“ zum Naturschutzgebiet erklärt wurde. Laut Landschaftsplan erfolgte die Ausweisung zum:
- „Schutz, Erhaltung und Entwicklung eines großen, zusammenhängenden und weitgehend unzerschnittenen und unzersiedelten Waldgebietes von internationaler Bedeutung mit seltenen und gefährdeten sowie landschaftsraumtypischen Tier- und Pflanzenarten und deren Lebensstätten;“
- „Erhaltung und Entwicklung flächengroßer, oft starkholzreicher, naturnaher Laubholzbestände, speziell Hainsimsen- und Waldmeister-Buchenwälder und Eichen-Hainbuchenwälder;“
- „Erhaltung und Entwicklung naturnaher Fließgewässer, deren Auen und bachbegleitenden Erlen-Eschenwäldern;“
- „Schutz und Erhaltung der potentiell natürlichen Lebensgemeinschaften in ihrem guten bis hervorragenden Erhaltungszustand und im Komplex mit alten, z. T. extrem totholzreichen Waldbeständen;“
- „Schutz eines landeskundlich bedeutsamen, großflächig zusammenhängenden historischen Waldbereiches unter Schutz und Erhaltung der hier in besonderer Dichte vorliegenden kulturhistorischen Relikte und Spuren früherer Landnutzungen v. a. durch (hoheitliche) Jagd, Bergbau und Militär;“
- „Sicherung der Wildnisentwicklungsgebiete WG-HSK-0004-1 bis WG-HSK-0004-4;“
- „Sicherung der Kohärenz und Umsetzung des Europäischen Schutzgebietssystems Natura 2000.“
- „Das NSG dient auch der nachhaltigen Sicherung von besonders schutzwürdigen Lebensräumen nach § 30 BNatSchG und von Vorkommen seltener  Tier- und Pflanzenarten.“[2]